# Triciclo Pecori
Il Triciclo Pecori è un triciclo a vapore realizzato dall'inventore italiano Enrico Pecori nel 1891 negli anni di sperimentazione in cui ancora non si era affermato il motore a combustione interna. È conservato al Museo dell'automobile di Torino.

## Contesto
Enrico Pecori, nato a Firenze nel 1854, lavorò dapprima in un'officina meccanica di Milano per 14 anni, per poi spostarsi in Svizzera dove studiò orologeria. Tornato in Italia, aprì una propria officina ciclistica a Caslino d'Erba, in provincia di Como.

## Caratteristiche tecniche
Il progetto risentiva delle influenze del triciclo a vapore realizzato dalla De Dion, Bouton & Trépardoux nel 1883. Il triciclo di Pecori, che sfruttò l'esperienza accumulata in ambito ciclistico, era molto leggero, al contrario delle altre vetture a vapore prodotte in quegli anni. Il veicolo era propulso da un motore a vapore a 2 cilindri orizzontali, alimentato da un generatore di vapore con bruciatore concentrico. La trasmissione era a catena, la trazione posteriore e lo sterzo a barra.